# 시부카와 키요히코

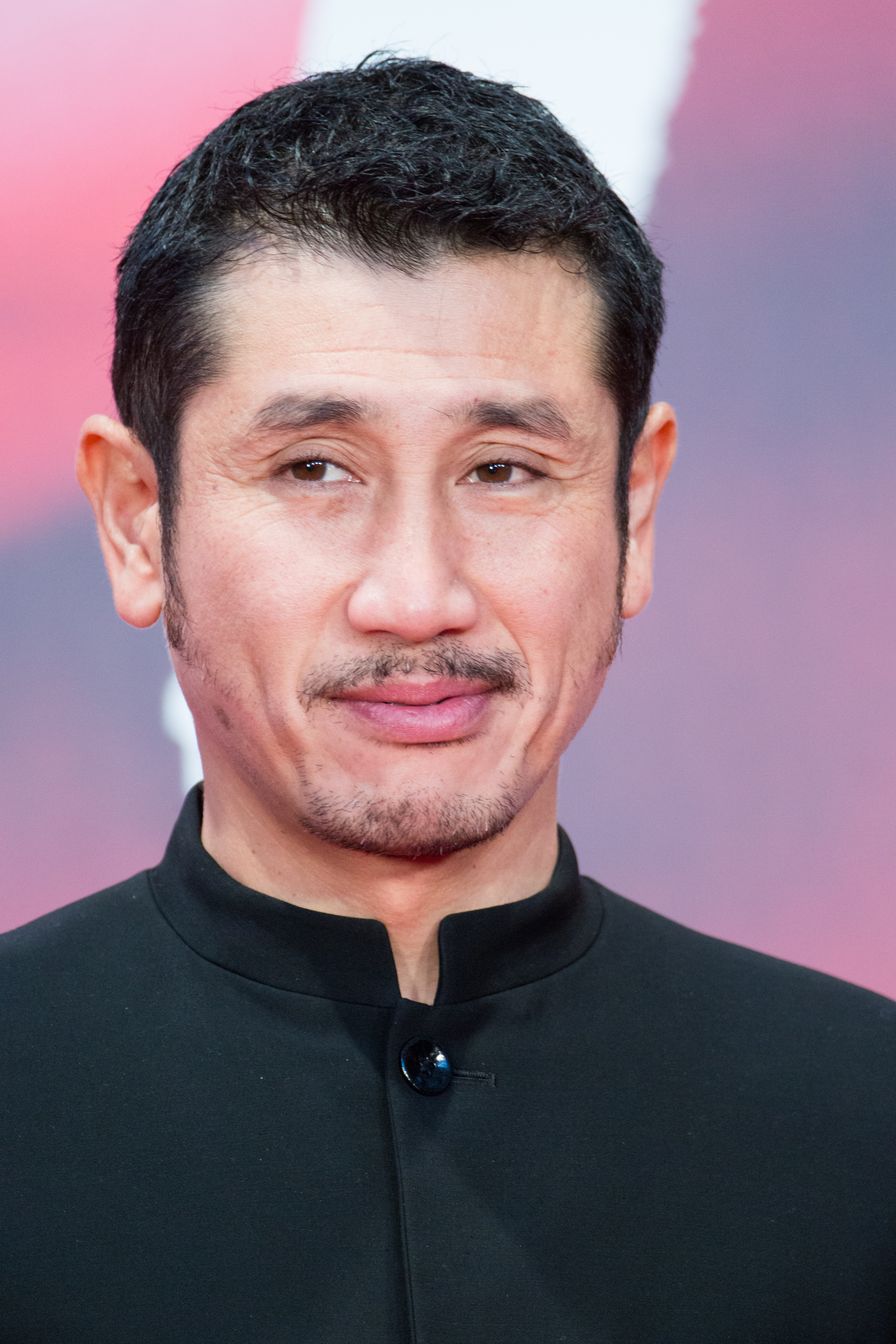

시부카와 키요히코(Kiyohiko Shibukawa, 1974년 7월 2일 ~ )는 일본의 배우이다.
시부카와시에서 태어났다.

## 방송
- 시바 공원
- 빼앗긴 얼굴 ~미아타리 수사반~
- 몬테 크리스토 백작 -화려한 복수-
- 플라쥬
- 도쿄 뱀파이어 호텔

## 영화
- 심야식당 - 타다오 역
- 킹덤2: 아득한 대지로 - 박호신 역
- 괴물 나무꾼
- 새벽의 모든 - 츠지모토 노리히코 역

## 같이 보기
- 낸 골딘